# 시집 (문학)
시집(詩集)은 여러 시들을 한 곳에 묶은 책을 의미한다.